# Mark Trumbo
Pour les articles homonymes, voir Trumbo (homonymie).
Mark Daniel Trumbo (né le 16 janvier 1986 à Anaheim, Californie, États-Unis) est un ancien joueur de champ extérieur et de premier but de la Ligue majeure de baseball. 
Il joue de 2010 à 2019 et reçoit deux invitations au match des étoiles. En 2016, il mène le baseball majeur avec 47 circuits, gagne un Bâton d'argent ainsi que le prix du joueur ayant effectué le retour de l'année en Ligue américaine.

## Carrière

### Angels de Los Angeles

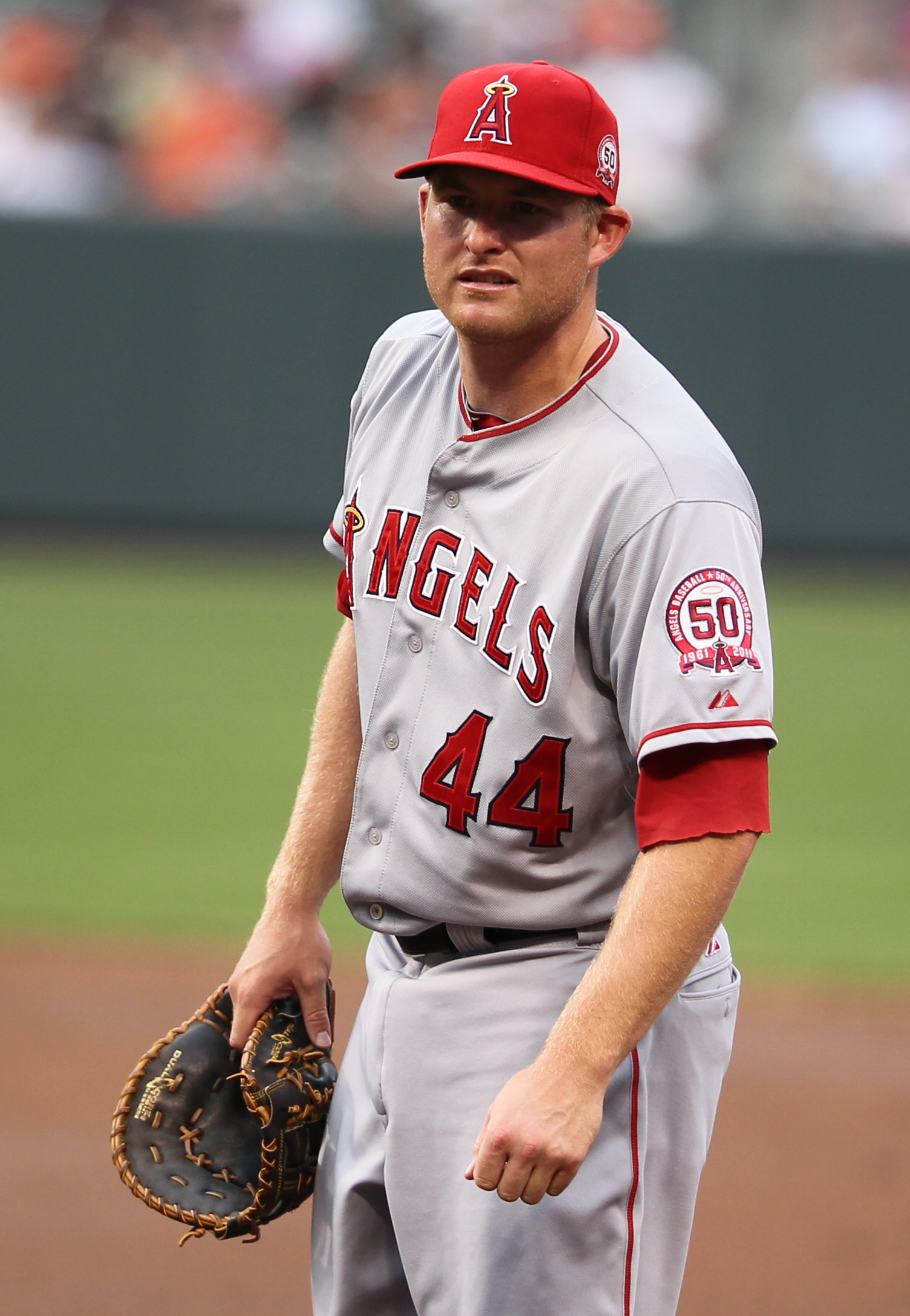
Mark Trumbo en 2011 avec les Angels.

Mark Trumbo est repêché au 18e tour de sélection par les Angels d'Anaheim en 2004. Il fait ses débuts dans les majeures avec les Angels (depuis rebaptisés Angels de Los Angeles d'Anaheim) le 11 septembre 2010. Il participe à huit matchs en fin de saison pour les Angels et, après avoir été 0 en 15 à ses débuts, réussit son premier coup sûr dans les majeures à son dernier passage au bâton de la saison, le 3 octobre contre le Mark Lowe des Rangers du Texas.

#### Saison 2011
Trumbo amorce la saison 2011 avec le club californien et réussit son premier coup de circuit le 12 avril face à Fausto Carmona des Indians de Cleveland. Le jeune joueur de premier but connaît une remarquable saison recrue avec 29 circuits et 87 points produits en 149 parties. Il est toutefois retiré sur des prises 120 fois alors qu'il ne soutire que 25 buts-sur-balles aux lanceurs adverses. 
L'un des favoris au titre de recrue de l'année dans la Ligue américaine en 2011, il ne récolte pas suffisamment d'appuis au vote tenu après la saison et termine second derrière le lauréat Jeremy Hellickson des Rays de Tampa Bay.

#### Saison 2012
En 2012, il honore sa première sélection au match des étoiles, où il est invité à prendre part au concours de coups de circuit.
Il frappe 32 circuits en 2012 et récolte 95 points produits. Sa moyenne au bâton s'élève à ,268 et sa moyenne de puissance à ,491. Il évolue principalement comme voltigeur cette année-là, alternant entre le champ droit et le champ gauche, en plus de remplir à l'occasion le rôle de frappeur désigné de son équipe. En début d'année, les Angels l'alignent au troisième but dans quelques parties, avec des résultats désastreux défensivement,. Même au champ extérieur, ses lacunes défensives sont notées,.

#### Saison 2013
De retour au premier coussin en 2013, Trumbo améliore son record personnel de circuits avec 34 en 159 parties jouées. Il atteint pour la première fois les 100 points produits. En revanche, il est fréquemment retiré sur trois prises. Ses 184 retraits au bâton, 31 de plus que l'année précédente, est le plus haut total chez les Angels et le 5e plus élevé en Ligue américaine. Sa moyenne au bâton s'élève à ,234 et son pourcentage de présence sur les buts de ,294 est faible. Malgré tous ses circuits et 30 doubles, sa moyenne de puissance ne se chiffre qu'à ,453. 

### Diamondbacks de l'Arizona
Le 10 décembre 2013, les Angels échangent Mark Trumbo aux Diamondbacks de l'Arizona dans une transaction à trois clubs qui implique aussi les White Sox de Chicago. Le lanceur gaucher Tyler Skaggs est transféré des Diamondbacks aux Angels. Ces derniers acquièrent aussi le lanceur gaucher Hector Santiago des White Sox, tandis que le voltigeur Adam Eaton passe de l'Arizona à Chicago.
Il est absent du jeu du 21 avril au 11 juillet 2014 en raison d'une fracture du pied gauche, ce qui écourte à 88 matchs sa première année en Arizona. Il réussit 14 circuits et produit 61 points.
En 2015, il réussit 9 circuits et frappe pour ,259 de moyenne au bâton en 46 matchs des Diamondbacks.

### Mariners de Seattle

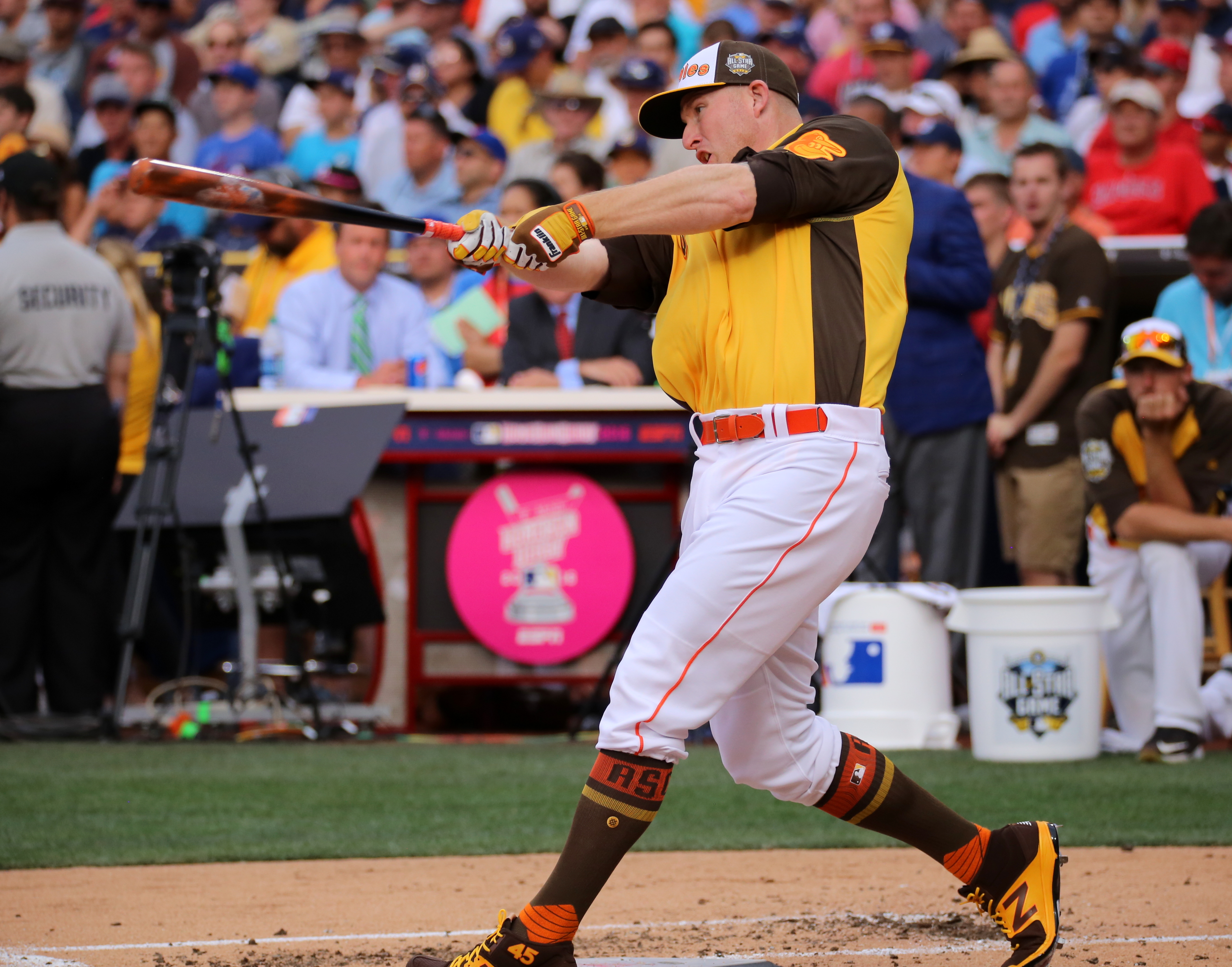
Mark Trumbo participe au concours de coups de circuit présenté en marge du match des étoiles 2016.

Le 3 juin 2015, les Diamondbacks de l'Arizona échangent le Mark Trumbo et le lanceur gaucher Vidal Nuño aux Mariners de Seattle contre le releveur gaucher Dominic Leone, le receveur Welington Castillo et deux joueurs des ligues mineures : le voltigeur Gabby Guerrero et l'arrêt-court Jack Reinheimer. 
Trumbo frappe pour les Mariners 13 circuits en 96 rencontres, incluant 8 en 50 matchs au Safeco Field de Seattle. Il termine la saison avec 22 circuits, 64 points produits et une moyenne au bâton de ,262 en 142 parties jouées au total pour les Diamondbacks et les Mariners. 

### Orioles de Baltimore
Le 2 décembre 2015, les Mariners échangent Mark Trumbo et le lanceur gaucher C. J. Riefenhauser aux Orioles de Baltimore en retour de Steve Clevenger, un receveur.
Il mène le baseball majeur avec 47 circuits en 2016 et gagne un Bâton d'argent ainsi que le prix du joueur ayant effectué le retour de l'année en Ligue américaine.